# 서브 플라이트 시스템
서브 플라이트 시스템(영어: Sub Flight System, 일본어: サブフライトシステム)은 애니메이션 작품 《건담 시리즈》에 등장하는 모빌 슈트(MS)를 탑재해 비행하는 항공기의 총칭이다.

## 개요
서브 플라이트 시스템은 모빌 슈트를 탑재하여 기지나 거점 시설에서 전투 구역까지 수송하며, 때때로 그대로 공중전을 수행하는 데 사용되는 이른바 공중판 기병의 기마와 같은 역할을 하는 항공기이다.

## 같이 보기
- 모빌 슈트